# 柳沼慎一
柳沼 慎一（やぎぬま しんいち、1949年11月1日 - ）は、秋田放送の元アナウンサー。

## 経歴
- 秋田県立秋田高等学校、東京電機大学卒業。

## アナウンサー時代の出演番組

### テレビ
- 24時間テレビ
- ザ・ベストテン（中継）
- ABSホットスタジオ
- ABSニュースワイド
- ABSワイドゆう（1994年10月以降）
- ABSカラオケ歌謡大賞

### ラジオ
- ABSサンサンモーニング
  - 火曜（1981年4月-1982年3月）
  - 水曜（1982年4月-1988年3月）
  - 水・木曜（1988年4月-?）
- なんてったって日曜はスポーツ（1990年4月-1991年3月、1992年4月-2001年3月）

| スタブアイコン | サブスタブ | この項目は、まだ閲覧者の調べものの参照としては役立たない、人物に関連した書きかけの項目です。この項目を加筆・訂正などしてくださる協力者を求めています（P:人物伝/PJ:人物伝）。 |